# Bartosz Sikorski
Bartosz Sikorski (* 1974 in Bytom) ist ein polnischer Kontrabassist und Maler.
Bartosz Sikorski studierte Kontrabass bei Gerard Przybyla und Tadeusz Pelczar (Hochschule für Musik in Warschau) sowie bei Klaus Stoll und Michael Wolf (Universität der Künste in Berlin). Darüber hinaus studierte er Abstrakte Malerei an der Akademie der Bildenden Künste in Wien bei Erwin Bohatsch.
Seit 2000 bekleidet er eine Stelle als Kontrabassist bei den Wiener Philharmonikern. Im Jahre 2002 wurde er Mitglied des Circus Bassissimus.
Im Jahr 2012 erhielt er den Pfann-Ohmann-Preis.
Bartosz Sikorski hatte bisher zahlreiche Auftritte als Solist sowie auf Projekte, die sich auf Jazz und Bildende Kunst beziehen, durchgeführt.

## Ausstellungen
Gruppen Ausstellungen:
- "Hotel" in Atelier Suterena in Wien 2012
- "Satelliten der Malerei" in Atelier Suterena in Wien 2012
- "Unterior" in Akademie der Bildenden Künste in Prag 2011
- "before the movies paintings were like the movies" mo.ë Wien 2011
- "S13-Radierungen" RLB-Atelier Lienz 2009

Einzelne Ausstellungen:
- "LED painting" Galerie Raum-mit-Licht in Wien 2008

## Werke
- "Five short pieces for LED Painting" 2012
- "Kreuz und quer durch das square" 2012